# Lista odcinków serialu Tajemnice domu Anubisa
W artykule znajduje się lista odcinków serialu Tajemnice domu Anubisa, emitowanego w Polsce od 11 czerwca 2011 roku na kanale Nickelodeon Polska.

## Sezony
| Sezon | Sezon | Odcinki | Pierwsza emisja | Ostatnia emisja  | Pierwsza emisja | Ostatnia emisja  |
| ----- | ----- | ------- | --------------- | ---------------- | --------------- | ---------------- |
|       | 1     | 60      | 1 stycznia 2011 | 19 lutego 2011   | 11 czerwca 2011 | 28 sierpnia 2011 |
|       | 2     | 90      | 9 stycznia 2012 | 9 marca 2012     | 29 maja 2012    | 2 listopada 2012 |
|       | 3     | 40      | 3 stycznia 2013 | 11 kwietnia 2013 | 6 maja 2013     | 28 czerwca 2013  |
|       | Film  | Film    | 17 czerwca 2013 | 17 czerwca 2013  | 28 czerwca 2013 | 28 czerwca 2013  |

## Sezon 1 (2011)
| 1 | Dom Sekretów House of Secrets           | Angelo Abela | Diane Whitley | 1 stycznia 2011  | 11 czerwca 2011  |
| Do angielskiej szkoły z internatem przybywa nowa uczennica – Nina. Wprowadza się do Domu Anubisa. Dziewczyna ma pecha. Tego samego dnia w tajemniczych okolicznościach znika Joy – najlepsza przyjaciółka Patricii. |                                         |              |               |                  |                  |
| 2 | Dom Nastrojów House of Attitude         | Angelo Abela | Diane Whitley | 1 stycznia 2011  | 11 czerwca 2011  |
| Patricia prowadzi poszukiwania Joy. Na razie ma jednego podejrzanego – Ninę. Choć nie dysponuje żadnymi dowodami, robi wszystko, aby uprzykrzyć Ninie życie. Nastawia również przeciwko niej innych mieszkańców Domu Anubisa. Nieobecna: Klariza Clayton jako Joy Mercer |                                         |              |               |                  |                  |
| 3 | Dom Czarnego Ptaka House of Black Bird  | Angelo Abela | Diane Whitley | 1 stycznia 2011  | 11 czerwca 2011  |
| Nic dziwnego, że Nina ma serdecznie dość swoich współlokatorów. Jedynie Fabian okazuje jej odrobinę sympatii. Jest jeszcze nieco szalona starsza pani, która wręcza Ninie medalion. Dziwny to prezent, ale poprawia jej samopoczucie. Nieobecna: Klariza Clayton jako Joy Mercer |                                         |              |               |                  |                  |
| 4 | Dom Odważania Się House of Dares        | Angelo Abela | Diane Whitley | 1 stycznia 2011  | 11 czerwca 2011  |
| Mieszkańcy Domu Anubisa powoli mają dosyć Patricii. Jej śledztwo w sprawie zniknięcia Joy zaczyna już wszystkich męczyć. Nie podoba im się również to, w jaki sposób traktuje Ninę. Nieobecna: Klariza Clayton jako Joy Mercer |                                         |              |               |                  |                  |
| 5 | Dom Kłamstw House of Lies               | Angelo Abela | Diane Whitley | 1 stycznia 2011  | 11 czerwca 2011  |
| W domu Anubisa nie tylko Nina ma pod górkę. Marze coraz trudniej ukryć swe uczucia do Micka – chłopaka Amber. Tym bardziej, że Amber zaczyna coś podejrzewać. Wszelkie waśnie cichną, kiedy Patricia rzuca wyzwanie Ninie. O północy dziewczyna ma wejść na strych. Nieobecna: Klariza Clayton jako Joy Mercer |                                         |              |               |                  |                  |
| 6 | Dom Zamków House of Locks               | Angelo Abela | Diane Whitley | 2 stycznia 2011  | 11 czerwca 2011  |
| Przecież Victor, srogi opiekun domu Anubisa, stanowczo zabronił się tam zapuszczać! Ale Nina podejmuje wyzwanie. Sprytnie wykrada Victorowi klucz, czym ujmuje wszystkich poza Patricią. O umówionej porze stawia się na miejscu próby. Kiedy Nina zanurza się w mroku strychu, na korytarzu pojawia się Victor. Nieobecna: Klariza Clayton jako Joy Mercer |                                         |              |               |                  |                  |
| 7 | Dom Oczu House of Eyes                  | Angelo Abela | Diane Whitley | 2 stycznia 2011  | 20 czerwca 2011  |
| Mieszkańcy domu Anubisa uciekają pozostawiając Ninę samą na strychu. Dziewczyna słyszy kroki wspinającego się po schodach Victora. Trzeba się gdzieś ukryć! Nagle jej wisior w magiczny sposób otwiera tajny pokoik. Nina jest uratowana! Następnego dnia opowiada Fabianowi co widziała i przeżyła. W tym czasie Patricia podsłuchuje rozmowę nauczycieli. Teraz nie ma już żadnych wątpliwości, że maczali palce w zniknięciu Joy. Nieobecna: Klariza Clayton jako Joy Mercer |                                         |              |               |                  |                  |
| 8 | Dom Porządków House of Agendas          | Angelo Abela | Diane Whitley | 2 stycznia 2011  | 21 czerwca 2011  |
| Nina wraca na strych – tym razem z Fabianem. Tam natrafiają na pierwszą zagadkę. Dokąd zaprowadzi tajemnicza wskazówka zapisana hieroglifami? Chyba trzeba porozmawiać ze starszą panią z domu opieki, od której Nina otrzymała niezwykły wisior. Tylko ona wie, o co w tym wszystkim chodzi. Nieobecna: Klariza Clayton jako Joy Mercer |                                         |              |               |                  |                  |
| 9 | Dom Kluczy House of Keys                | Angelo Abela | Diane Whitley | 2 stycznia 2011  | 22 czerwca 2011  |
| Nina i Fabian znajdują kolejną wskazówkę. Nie odszyfrują jej bez podstawowej znajomości hieroglifów. W tym czasie Amber godzi się z Mickiem. Najpiękniejsza para szkoły jest znowu razem. Nieobecna: Klariza Clayton jako Joy Mercer |                                         |              |               |                  |                  |
| 10 | Dom Odkryć House of Discovery           | Tom Poole    | Diane Whitley | 10 stycznia 2011 | 23 czerwca 2011  |
| Mara zwierza się Patricii, że Mick bardzo się jej podoba. Rozmowie przysłuchuje się Amber i przy najbliższej okazji oznajmia byłej już przyjaciółce, że wprowadza się do Niny. A co na to Nina? Wraz z Fabianem próbuje odgadnąć, do czego służą dziwne cylindry, które znaleźli na strychu. Nieobecna: Klariza Clayton jako Joy Mercer |                                         |              |               |                  |                  |
| 11 | Dom z Nadprzestrzeni House of Hyper     | Tom Poole    | Diane Whitley | 10 stycznia 2011 | 24 czerwca 2011  |
| Zagadkę rozwiązuje wujek Fabiana. Mówi, że na wałkach zarejestrowany jest dźwięk. Trzeba go więc odsłuchać – do tego potrzebny jest fonograf. Nina wie, gdzie go znaleźć. W tym czasie Patricia podsłuchuje rozmowę Victora z policjantem. Co mieli na myśli mówiąc, że Joy jest zakopana? Nieobecna: Klariza Clayton jako Joy Mercer |                                         |              |               |                  |                  |
| 12 | Dom Oszustów House of Cheats            | Tom Poole    | Diane Whitley | 11 stycznia 2011 | 27 czerwca 2011  |
| Patricia podejrzewa, że jej przyjaciółka już nie żyje. Pewnie dlatego przystaje na propozycję Jerome’a i wieczorem uczestniczy w wywołaniu duchów. Szybko do niej dociera, że Jerome i Alfie robią sobie z niej żarty. Nieobecna: Klariza Clayton jako Joy Mercer |                                         |              |               |                  |                  |
| 13 | Dom Plotek House of Rumors              | Tom Poole    | Diane Whitley | 11 stycznia 2011 | 28 czerwca 2011  |
| Patricia boi się, że podczas seansu przywołała ducha. Bo kim może być ten facet, którego nikt inny poza nią nie widzi? Tymczasem Nina z Fabianem znowu wybierają się na strych. Za nimi niepostrzeżenie wymyka się Amber. Cóż, trzeba ją wtajemniczyć. Już po kilku minutach okazuje się, że to był całkiem dobry pomysł… Nieobecna: Klariza Clayton jako Joy Mercer |                                         |              |               |                  |                  |
| 14 | Dom Intruzów House of Intruders         | Tom Poole    | Diane Whitley | 12 stycznia 2011 | 29 czerwca 2011  |
| Patricia szuka Joy, a Nina świętego spokoju. Dlaczego? Bo Amber zawzięła się, żeby znaleźć skarb, i robi przy tym niezły hałas. Nagle pod tapetą odkrywa nową wskazówkę. Tym razem objaśnić ją może jedynie tajemnicza staruszka z domu opieki. Nieobecna: Klariza Clayton jako Joy Mercer |                                         |              |               |                  |                  |
| 15 | Dom Dowodów House of Proof              | Tom Poole    | Diane Whitley | 12 stycznia 2011 | 30 czerwca 2011  |
| Wreszcie ktoś uwierzył Patricii! Pan Jason, jeden z nauczycieli, kiedy znajduje telefon Joy, zaczyna własne śledztwo. W tym czasie Nina, Amber i Fabian zakładają tajne stowarzyszenie Sibuna i składają tajną przysięgę. Przy okazji trafiają na kolejną zagadkę. Ale do tego są już przyzwyczajeni… Nieobecne: Klariza Clayton jako Joy Mercer oraz Tasie Dhanraj jako Mara Jaffray |                                         |              |               |                  |                  |
| 16 | Dom Konfrontacji House of Confrontation | Tom Poole    | Diane Whitley | 13 stycznia 2011 | 1 lipca 2011     |
| Wszyscy czegoś szukają – klub Sibuna, Patricia, pan Jason, Victor… Do tego zacnego grona dołącza Rufus Zeno – ponoć prywatny detektyw. On też czegoś szuka, ale jeśli nie guza, to czego? Nieobecna: Klariza Clayton jako Joy Mercer |                                         |              |               |                  |                  |
| 17 | Dom Alarmów House of Alarms             | Tom Poole    | Diane Whitley | 13 stycznia 2011 | 4 lipca 2011     |
| Fakty niezbicie dowodzą – coś złego przytrafiło się Joy. Pan Jason postanawia odbyć poważną rozmowę z dyrektorem szkoły, ale ten odsyła go do… Victora. Czy srogi opiekun domu Anubisa rzucił jakiś czar na porządnego człowieka, że ten po krótkiej rozmowie zmienia się nie do poznania? Patricia nie ma wyboru – może liczyć jedynie na Rufusa. Jednego jednak nie rozumie – jaki związek ze zniknięciem przyjaciółki ma naszyjnik z Okiem Horusa? Nieobecna: Klariza Clayton jako Joy Mercer |                                         |              |               |                  |                  |
| 18 | Dom Płomieni House of Flames            | Tom Poole    | Diane Whitley | 14 stycznia 2011 | 5 lipca 2011     |
| Ale jeśli Oko Horusa, które ma Nina, pomoże odnaleźć Joy, Patricia je zdobędzie. Amber łapie Patricię, kiedy ta szpera w rzeczach Niny. Zaraz mówi przyjaciółce o tym incydencie. Dzieje się to prawdopodobnie podczas poszukiwań kolejnej wskazówki w kominku. Nieobecni: Klariza Clayton jako Joy Mercer oraz Bobby Lockwood jako Mick Campbell |                                         |              |               |                  |                  |
| 19 | Dom Przejść House of Passages           | Tom Poole    | Diane Whitley | 14 stycznia 2011 | 6 lipca 2011     |
| Przy śniadaniu Patricia wylewa dzbanek wody na głowę Amber. To już przesada. Po czymś takim Nina na pewno nie pójdzie z nią na kolejne spotkanie z Rufusem i nie pokaże mu swojego naszyjnika. Patricia nie ma pojęcia, że ta ozdoba ma wielką moc. Na przykład może otworzyć sekretne drzwi do piwnicy… Nieobecna: Klariza Clayton jako Joy Mercer oraz Bobby Lockwood jako Mick Campbell |                                         |              |               |                  |                  |
| 20 | Dom Porwania House of Kidnap            | Tom Poole    | Diane Whitley | 18 stycznia 2011 | 7 lipca 2011     |
| Pierwszy spacer po piwnicy okazuje się jeszcze bardziej przerażający niż po strychu. Amber ledwie widzi laboratorium, już chce uciekać. Ato dopiero początek. Z każdym krokiem jest straszniej! Ale poszukiwacze uciekają w popłochu dopiero, kiedy ciszę rozdziera piekielny skowyt. Później wychodzi na jaw, że wydał go słodki czarny koteczek! Nieobecna: Klariza Clayton jako Joy Mercer |                                         |              |               |                  |                  |
| 21 | Dom Kota House of Cat-Nap               | Tom Poole    | Diane Whitley | 18 stycznia 2011 | 8 lipca 2011     |
| Amber bez reszty jest pochłonięta poszukiwaniami czarnego kota. Odnajduje go w piwnicy – wypchanego na laboratoryjnym stole… To na pewno Victor go tak urządził! Zapłakana namawia Trudy, by porozmawiała z Victorem. Trudy się zgadza i proponuje Victorowi, by razem zeszli do piwnicy i sprawdzili, co się stało. Na dole nie ma śladu po laboratorium, a pod nogami plącze się żywy kot. Victor triumfuje i zwalnia Trudy. Nieobecna: Klariza Clayton jako Joy Mercer |                                         |              |               |                  |                  |
| 22 | Dom Kamer House of Cameras              | Tim Hopewell | Diane Whitley | 19 stycznia 2011 | 11 lipca 2011    |
| Bez Trudy mieszkańców domu Anubisa czeka śmierć głodowa, bo śniadanie przygotowane przez Victora jest niejadalne. Na domiar złego groźny majordomus wszędzie montuje kamery. Jak w takich warunkach kontynuować poszukiwania brakujących części egipskiej układanki? Nina trafia na artykuł o poprzednich właścicielach domu Anubisa. Ponoć oskarżono ich o kradzież jakiegoś przedmiotu z grobowca Tutenchamona. Nieobecna: Klariza Clayton jako Joy Mercer |                                         |              |               |                  |                  |
| 23 | Dom Liczb House of Numbers              | Tim Hopewell | Diane Whitley | 19 stycznia 2011 | 12 lipca 2011    |
| Mieszkańcy domu Anubisa próbują sobie ugotować śniadanie. Niestety nie wychodzi im. Nastolatkowie postanawiają się zbuntować, jednak większość łamie się przed Victorem i zostaje trio: Nina, Fabian i Patricia. Podczas strajku w domu Fabian rozszyfrowuje kod liczbowy na obręczy. Jest to liczba 1922 i równocześnie data odkrycia grobowca Tutanchamona. Victor wychodzi do szkoły, Sibuna korzystając z sytuacji zaglądają do skrzyni i odnajdują zdjęcie z 1925, na którym widać Victora, który ma teraźniejszy wygląd. Tymczasem ojciec Micka chce zabrać syna do domu gdyż nie podoba mu się, że w internacie są kamery oraz zwolniono gosposię. Nauczyciele muszą je usunąć i nie pozwolić zabrać Micka, gdyż wygrywa on wszystkie zawody sportowe. Nieobecni: Klariza Clayton jako Joy Mercer. |                                         |              |               |                  |                  |
| 24 | Dom Przerażeń House of Scares           | Tim Hopewell | Diane Whitley | 20 stycznia 2011 | 13 lipca 2011    |
| W domu Anubisa zostają zdjęte kamery oraz powraca Trudy. Fabian przegląda zdjęcia z różnych lat, gdzie Victor ma taki sam wygląd – co dowodzi o istnieniu eliksiru życia. Sibuna chce zejść do piwnicy i wziąć próbkę eliksiru. Mara trenuje Micka do zawodów, które zadecydują o stypendium do szkoły sportowej. Podczas treningu Mick pobija swój rekord i ze szczęścia całuje Marę. W nocy Sibuna schodzi do piwnicy po próbkę eliksiru. Nagle z szafy wychodzą zombie. Nieobecna: Klariza Clayton jako Joy Mercer. |                                         |              |               |                  |                  |
| 25 | Dom Podróbek House of Fakers            | Tim Hopewell | Diane Whitley | 20 stycznia 2011 | 14 lipca 2011    |
| 26 | Dom Tożsamości House of Identity        | Tim Hopewell | Diane Whitley | 21 stycznia 2011 | 15 lipca 2011    |
| 27 | Dom Ostrego Dyżuru House of Emergency   | Tim Hopewell | Diane Whitley | 21 stycznia 2011 | 18 lipca 2011    |
| 28 | Dom Spotkania House of Reunion          | Tim Hopewell | Diane Whitley | 24 stycznia 2011 | 19 lipca 2011    |
| 29 | Dom Wspomnień House of Memories         | Tim Hopewell | Diane Whitley | 24 stycznia 2011 | 20 lipca 2011    |
| 30 | Dom Tragedii House of Drama             | Tim Hopewell | Diane Whitley | 25 stycznia 2011 | 21 lipca 2011    |
| 31 | Dom Szyfrów House of Codes              | Tim Hopewell | Diane Whitley | 25 stycznia 2011 | 22 lipca 2011    |
| 32 | Dom Ryzyka House of Risk                | Angelo Abela | Diane Whitley | 26 stycznia 2011 | 25 lipca 2011    |
| 33 | Dom Złodziei House of Thieves           | Angelo Abela | Diane Whitley | 26 stycznia 2011 | 26 lipca 2011    |
| 34 | Dom Zagrożenia House of Hazard          | Angelo Abela | Diane Whitley | 27 stycznia 2011 | 27 lipca 2011    |
| 35 | Dom Szarady House of Charades           | Angelo Abela | Diane Whitley | 27 stycznia 2011 | 28 lipca 2011    |
| 36 | Dom Spotkań House of Rendezvous         | Angelo Abela | Diane Whitley | 31 stycznia 2011 | 29 lipca 2011    |
| 37 | Dom Ratunku House of Rescue             | Angelo Abela | Diane Whitley | 31 stycznia 2011 | 1 sierpnia 2011  |
| 38 | Dom Aresztu House of Arrest             | Angelo Abela | Diane Whitley | 1 lutego 2011    | 2 sierpnia 2011  |
| 39 | Dom Oszustwa House of Hoax              | Angelo Abela | Diane Whitley | 1 lutego 2011    | 3 sierpnia 2011  |
| 40 | Dom Czasu House of Time                 | Angelo Abela | Diane Whitley | 2 lutego 2011    | 4 sierpnia 2011  |
| 41 | Dom Kosmitów House of Aliens            | Angelo Abela | Diane Whitley | 2 lutego 2011    | 5 sierpnia 2011  |
| 42 | Dom Masek House of Masks                | Angelo Abela | Diane Whitley | 3 lutego 2011    | 8 sierpnia 2011  |
| 43 | Dom Pościgu House of Pursuit            | Angelo Abela | Diane Whitley | 3 lutego 2011    | 9 sierpnia 2011  |
| 44 | Dom Wczoraj House of Yesterday          | Angelo Abela | Diane Whitley | 4 lutego 2011    | 10 sierpnia 2011 |
| 45 | Dom Zwycięstwa House of Victory         | Angelo Abela | Diane Whitley | 4 lutego 2011    | 11 sierpnia 2011 |
| 46 | Dom Łapówek House of Bribes             | Tim Hopewell | Diane Whitley | 14 lutego 2011   | 12 sierpnia 2011 |
| 47 | Dom Jadu House of Venom                 | Tim Hopewell | Diane Whitley | 14 lutego 2011   | 15 sierpnia 2011 |
| 48 | Dom Gwiazd House of Stars               | Tim Hopewell | Diane Whitley | 15 lutego 2011   | 16 sierpnia 2011 |
| 49 | Dom Surowości House of Harsh            | Tim Hopewell | Diane Whitley | 15 lutego 2011   | 17 sierpnia 2011 |
| 50 | Dom Świateł House of Lights             | Angelo Abela | Diane Whitley | 16 lutego 2011   | 18 sierpnia 2011 |
| 51 | Dom Wierności House of Allegiance       | Angelo Abela | Diane Whitley | 16 lutego 2011   | 19 sierpnia 2011 |
| 52 | Dom Szkodników House of Pests           | Tim Hopewell | Diane Whitley | 17 lutego 2011   | 22 sierpnia 2011 |
| 53 | Dom Zdrad House of Betrayal             | Tim Hopewell | Diane Whitley | 17 lutego 2011   | 23 sierpnia 2011 |
| 54 | Dom Rezerwacji House of Reservations    | Tim Hopewell | Diane Whitley | 18 lutego 2011   | 24 sierpnia 2011 |
| 55 | Dom Ciężkości House of Heavy            | Tim Hopewell | Diane Whitley | 18 lutego 2011   | 25 sierpnia 2011 |
| 56 | Dom Spokoju House of Hush               | Tim Hopewell | Diane Whitley | 19 lutego 2011   | 26 sierpnia 2011 |
| 57 | Dom Szpiegów House of Spies             | Tim Hopewell | Diane Whitley | 19 lutego 2011   | 28 sierpnia 2011 |
| 58 | Dom Żądeł House of Sting                | Tim Hopewell | Diane Whitley | 19 lutego 2011   | 28 sierpnia 2011 |
| 59 | Dom Nigdy House of Never                | Tim Hopewell | Diane Whitley | 19 lutego 2011   | 28 sierpnia 2011 |
| 60 | Dom Na Zawsze House of Forever          | Tim Hopewell | Diane Whitley | 19 lutego 2011   | 28 sierpnia 2011 |
| Notatka: W tym odcinku po raz ostatni pojawiają się Rita Davies jako Sarah Frobisher-Smythe oraz Jack Donelly jako Jason Winkler. |                                         |              |               |                  |                  |

## Sezon 2 (2012)
- Ten sezon był kręcony od lipca 2011 do stycznia 2012.
- Brad Kavanagh, Jade Ramsey, Ana Mulvoy Ten i Tasie Lawrence są obecni we wszystkich odcinkach.
- Burkely Duffield dołącza do głównej obsady w 75 odcinku. Jest nieobecny w 2 odcinkach (97-98).
- Nathalia Ramos jest nieobecna w 1 odcinku (144).
- Alex Sawyer jest nieobecny w 2 odcinkach (113-114).
- Eugene Simon jest nieobecny w 2 odcinkach (115-116).
- Klariza Clayton jest nieobecna w 6 odcinkach (91-94, 113-114).
- Bobby Lockwood jest nieobecny w 72 odcinkach (73-141, 144-146).

| 61 | Dom Powitań House of Hello                   | Tim Hopewell   | Diane Whitley | 9 stycznia 2012  | 29 maja 2012         |
| Członkowie grupy Sibuna wracają z wakacji. O północy organizują ucztę na strychu, gdzie znajdują domek dla lalek. Nina szuka nowej kryjówki dla Kielicha. Czy uda jej się go uchronić przed Victorem? |                                              |                |               |                  |                      |
| 62 | Dom Lalek House of Dolls                     | Tim Hopewell   | Diane Whitley | 9 stycznia 2012  | 29 maja 2012         |
| Victor szuka pradawnej Księgi Izydy, która powie mu, jak odtworzyć eliksir. Nina słyszy dziwne szepty dobiegające z kielicha. |                                              |                |               |                  |                      |
| 63 | Dom Zjaw House of Spirits                    | Tim Hopewell   | Diane Whitley | 10 stycznia 2012 | 29 maja 2012         |
| Jerome jest szantażowany przez siódmoklasistkę. Tymczasem Nina ma sen zainspirowany zagadką, której słuchał Victor, a którą jej udało się podsłuchać. Z kielicha wyłania się duch Senkhary. |                                              |                |               |                  |                      |
| 64 | Dom Szantażu House of Blackmail              | Tim Hopewell   | Diane Whitley | 10 stycznia 2012 | 30 maja 2012         |
| Alfie ratuje domek dla lalek. Wychodzi na jaw kto szantażuje Jerome’a, Senkhara każe Ninie odnaleźć Maskę Anubisa, a Victor jest przekonany, że Księgę Izydy znajdzie na podróżującej wystawie. |                                              |                |               |                  |                      |
| 65 | Dom Rywali House of Rivals                   | Tim Hopewell   | Diane Whitley | 11 stycznia 2012 | 31 maja 2012         |
| Mara martwi się tym, że rodzina Micka przeprowadza się do Australii, a Alfie stara się zrobić wrażenie na Amber. Fabian pisze wiersz dla Niny, ale ona przejęta jest zupełnie czymś innym. Wygląda na to, że nie tylko oni szukają Maski Anubisa! |                                              |                |               |                  |                      |
| 66 | Dom Twarzy House of Faces                    | Tim Hopewell   | Diane Whitley | 11 stycznia 2012 | 1 czerwca 2012       |
| Na wystawie zaprezentowana zostanie kopia Maski Anubisa. Nina i Fabian starają się dowiedzieć o niej czegoś więcej. Fabian chce przeczytać Ninie swój wiersz, ale ponosi porażkę. Tymczasem Nina ma kolejny koszmarny sen. |                                              |                |               |                  |                      |
| 67 | Dom Mitów House of Myths                     | Tim Hopewell   | Diane Whitley | 12 stycznia 2012 | 4 czerwca 2012       |
| Senkhara odciska na ramieniu Niny swoje piętno. Ojciec chrzestny Fabiana, Jasper opowiada jej o symbolu i Masce, która według niego jest jedynie mitem. Domek dla lalek zaczyna się komunikować z Niną. |                                              |                |               |                  |                      |
| 68 | Dom Koszmarów House of Nihgtmares            | Tim Hopewell   | Diane Whitley | 12 stycznia 2012 | 5 czerwca 2012       |
| Nina uważa, że Maska jest gdzieś w domu. W domku dla lalek znajduje mapę. Poppy szuka swojego ojca i zdobywa ciekawe informacje. Tymczasem Senkhara wypala piętno na ramieniu kolejnego ucznia. |                                              |                |               |                  |                      |
| 69 | Dom Kombinacji House of Combination          | Tim Hopewell   | Diane Whitley | 13 stycznia 2012 | 6 czerwca 2012       |
| Fabian ukrywa przed Niną symbol, który wypaliła mu na ramieniu Senkhara. Mapa doprowadza ich do sekretnych drzwi w piwnicy. Jednak żeby je otworzyć trzeba znać specjalny kod. |                                              |                |               |                  |                      |
| 70 | Dom Złamanego Serca House of Heartbreak      | Tim Hopewell   | Diane Whitley | 13 stycznia 2012 | 7 czerwca 2012       |
| Amber ratuje Ninę i Fabiana przed Victorem i upiera się, żeby powiedzieli jej co się dzieje. Tymczasem wiersz Fabiana trafia w niepowołane ręce. Mara i Mick się rozstają a Nina odkrywa coś więcej niż tylko tajemniczy kod. |                                              |                |               |                  |                      |
| 71 | Dom Korytarzy House of Tunnels               | Peter Fearon   | Diane Whitley | 16 stycznia 2012 | 8 czerwca 2012       |
| Amber przyłącza się do członków klubu Sibuna. Wspólnie znajdują ukryty za drzwiami w piwnicy pokój i amulety. Mara jest zła na Micka. Tymczasem Nina i Fabian odkrywają tunel za regałem z książkami w gabinecie Smythe’a. |                                              |                |               |                  |                      |
| 72 | Dom Pożegnań House of Goodbye                | Peter Fearon   | Diane Whitley | 16 stycznia 2012 | 11 czerwca 2012      |
| Trudy przyjmuje pracę na Wystawie i odchodzi z domu Anubisa. Mick wyjeżdża do Australii. Tymczasem Jerome postanawia zatrudnić prywatnego detektywa, aby ten pomógł mu odnaleźć ojca. Regał z książkami w gabinecie Smythe’a niespodziewanie się obraca. |                                              |                |               |                  |                      |
| 73 | Dom Ochrony House of Protection              | Peter Fearon   | Diane Whitley | 17 stycznia 2012 | 12 czerwca 2012      |
| Amber, porażona oślepiającym promieniem traci wzrok na całą dobę. Nina i Fabian odkrywają co może ich uchronić przed takim samym losem. Nieobecny: Bobby Lockwood jako Mick Campbell |                                              |                |               |                  |                      |
| 74 | Dom Listów House of Letters                  | Peter Fearon   | Diane Whitley | 17 stycznia 2012 | 13 czerwca 2012      |
| Nina i Fabian próbują rozwiązać pierwsze zadanie, pozostawione w tunelu przez ojca Sary, Roberta. Odpowiedź tkwi w kilku starych księgach. Jednej z nich brakuje. Jerome czyta list wysłany do jego matki przez ojca i dokonuje szokującego odkrycia. Nieobecny: Bobby Lockwood jako Mick Campbell |                                              |                |               |                  |                      |
| 75 | Dom Czyj? House of Who?                      | Peter Fearon   | Diane Whitley | 18 stycznia 2012 | 14 czerwca 2012      |
| Do szkoły przyjeżdża nowy uczeń, Eddie, który błyskawicznie wchodzi na wojenną ścieżkę z Patricią. Amber zaskakuje Ninę, znajdując to, czego szukała. Tymczasem Jerome zamierza wyłudzić pieniądze od kolegów. Vera i Jasper odbywają potajemne spotkanie. Notatka: W tym odcinku po raz pierwszy pojawia się Burkely Duffield jako Eddie Miller Nieobecny: Bobby Lockwood jako Mick Campbell. |                                              |                |               |                  |                      |
| 76 | Dom Oszustw House of Frauds                  | Peter Fearon   | Diane Whitley | 18 stycznia 2012 | 15 czerwca 2012      |
| Eddie wywołuje zamieszanie podczas zorganizowanego przez Jerome’a dnia zbiórki pieniędzy. Sprawy przybierają jeszcze gorszy obrót, kiedy Mara dowiaduje się, że zbiórka jest oszustwem. Nieobecny: Bobby Lockwood jako Mick Campbell |                                              |                |               |                  |                      |
| 77 | Dom Szansy House of Chance                   | Peter Fearon   | Diane Whitley | 19 stycznia 2012 | 18 czerwca 2012      |
| Nina i Fabian próbują rozwiązać zagadkę ukrytą w tajemniczej kostce, którą znaleźli w tunelu. Przedmiot wpada w niepowołane ręce. Jasper wykrada go, aby oddać Kolekcjonerowi. Nieobecny: Bobby Lockwood jako Mick Campbell |                                              |                |               |                  |                      |
| 78 | Dom Podziałów House of Divides               | Peter Fearon   | Diane Whitley | 19 stycznia 2012 | 19 czerwca 2012      |
| Nina znajduje sposób, jak przemienić tajemniczą kostkę w klucz i otwiera pierwsze drzwi w tunelu. Jednak wkrótce członkowie klubu Sibuna dowiadują się, że przed nimi jeszcze wiele zadań i pułapek. Nieobecny: Bobby Lockwood jako Mick Campbell |                                              |                |               |                  |                      |
| 79 | Dom Zauroczeń House of Crushes               | Peter Fearon   | Diane Whitley | 20 stycznia 2012 | 20 czerwca 2012      |
| Kolejnym zadaniem przed jakim stają członkowie klubu Sibuna jest egipska wersja gry w klasy. Jeśli źle rozwiążą zagadkę sufit w tunelu zacznie się opuszczać. Tymczasem Jerome desperacko szuka sposobu na spłacenie długu. Nieobecny: Bobby Lockwood jako Mick Campbell |                                              |                |               |                  |                      |
| 80 | Dom Zawrotów House of Vertigo                | Peter Fearon   | Diane Whitley | 20 stycznia 2012 | 21 czerwca 2012      |
| Dzieciaki znajdują prawidłowe rozwiązanie zagadki gry w klasy. Nina słyszy wołanie Senkhary i idzie za jej głosem – czyżby szła prosto w pułapkę? Nieobecny: Bobby Lockwood jako Mick Campbell |                                              |                |               |                  |                      |
| 81 | Dom Napięć House of Pressure                 | Angelo Abela   | Diane Whitley | 23 stycznia 2012 | 22 czerwca 2012      |
| Nadchodzi dzień balu. Amber, Nina i Fabian mieli identyczny sen, w którym Duch zepchnął Ninę w przepaść. Joy upaja się władzą, jaką daje jej organizacja balu, a Vera i Trudy wdają się w pojedynek na najlepsze ciasto. Nieobecny: Bobby Lockwood jako Mick Campbell |                                              |                |               |                  |                      |
| 82 | Dom Deja Vu House of Deja Vu                 | Angelo Abela   | Diane Whitley | 23 stycznia 2012 | 25 czerwca 2012      |
| Zbliża się bal. Amber, Nina i Fabian rozwiązują zagadkę gry w klasy, ale przed nimi znacznie poważniejszy test. Patricia wpada w tarapaty z powodu zespołu, który załatwił na bal Eddie. Może jeszcze nie wszystko stracone? Nieobecny: Bobby Lockwood jako Mick Campbell |                                              |                |               |                  |                      |
| 83 | Dom Kapturów House of Hoods                  | Angelo Abela   | Diane Whitley | 24 stycznia 2012 | 26 czerwca 2012      |
| Do biblioteki zakrada się Kolekcjoner. W ślad za nim udaje się tam Nina, a chwilę potem Victor. Czy uda im się uniknąć spotkania? Jerome i Alfie zakładają się z Eddiem o to, czy uda mu się nakłonić Patricię do tańca. Eddie wygrywa. Nieobecny: Bobby Lockwood jako Mick Campbell |                                              |                |               |                  |                      |
| 84 | Dom Kłamstw House of Deceit                  | Angelo Abela   | Diane Whitley | 24 stycznia 2012 | 27 czerwca 2012      |
| Zdenerwowana Nina ucieka do tunelu. Tymczasem Jerome czyta list, wysłany przez jego ojca do Poppy. Nina jest zła na Fabiana, ale pokazuje jemu i Amber belkę w kształcie krokodyla, po której można przejść nad przepaścią. Nieobecny: Bobby Lockwood jako Mick Campbell |                                              |                |               |                  |                      |
| 85 | Dom Sibuny House of Sibuna                   | Angelo Abela   | Diane Whitley | 25 stycznia 2012 | 28 czerwca 2012      |
| W swoim liście ojciec zaprasza Jerome’a, żeby odwiedził go w więzieniu. Patricia nabiera cieplejszych uczuć do Eddiego. Niestety dowiaduje się o zakładzie. Joy i Mara zgłaszają się do redakcji szkolnej strony internetowej. Nieobecny: Bobby Lockwood jako Mick Campbell |                                              |                |               |                  |                      |
| 86 | Dom Zapłaty House of Payback                 | Angelo Abela   | Diane Whitley | 25 stycznia 2012 | 29 czerwca 2012      |
| Członkowie Sibuny muszą poćwiczyć opuszczanie belki. Victor znajduje przejście w piwnicy oraz mapę tuneli i skrzętnie ją kopiuje. Alfiemu nie udaje się rzucić Amber. Tymczasem Patricia planuje odwet na Eddiem. Nieobecny: Bobby Lockwood jako Mick Campbell |                                              |                |               |                  |                      |
| 87 | Dom Wahadeł House of Pendulums               | Angelo Abela   | Diane Whitley | 26 stycznia 2012 | 2 lipca 2012         |
| Victor i Vera ukryci w piwnicy zauważają, jak Nina otwiera tajemne przejście. Członkowie Sibuny ćwiczą przechodzenie pomiędzy wahadłami. Patricia dokonuje zemsty na Eddiem. Nieobecny: Bobby Lockwood jako Mick Campbell |                                              |                |               |                  |                      |
| 88 | Dom Impasu House of Impasse                  | Angelo Abela   | Diane Whitley | 26 stycznia 2012 | 3 lipca 2012         |
| Victor zostaje oślepiony promieniem latarni i nie zauważa członków Sibuny siedzących w gabinecie Smythe’a. Poppy dowiaduje się, że ojciec chciał się z nią spotkać w więzieniu i że Jerome nie powiedział jej o tym. Nieobecny: Bobby Lockwood jako Mick Campbell |                                              |                |               |                  |                      |
| 89 | Dom Pomocy House of Help                     | Angelo Abela   | Diane Whitley | 27 stycznia 2012 | 4 lipca 2012         |
| Victor odzyskuje wzrok i znajduje ważny fragment tekstu, dotyczący Maski Anubisa. Jerome idzie na spotkanie z ojcem. Okazuje się, że Poppy go ubiegła! Nieobecny: Bobby Lockwood jako Mick Campbell |                                              |                |               |                  |                      |
| 90 | Dom Fobii House of Phobias                   | Angelo Abela   | Diane Whitley | 27 stycznia 2012 | 5 lipca 2012         |
| Amber próbuje uratować Alfiego z wąskiego tunelu, ale dopiero ingerencja Fabiana przynosi efekt. Wkrótce potem Amber i Alfie się rozstają. Victor zauważa amulet na szyi Amber i konfiskuje całą biżuterię noszoną przez uczniów. Nieobecny: Bobby Lockwood jako Mick Campbell |                                              |                |               |                  |                      |
| 91 | Dom Przeszkód House of Isis                  | Gill Wilkinson | Diane Whitley | 30 stycznia 2012 | 6 lipca 2012         |
| Victor bada tunele i trafia w ślepy zaułek. Tymczasem członkowie Sibuny planują odzyskanie amuletów. Ojciec Jerome’a ma dla niego ważną misję. Vera znajduje Księgę Izydy i daje ją Victorowi. Nieobecni: Bobby Lockwood jako Mick Campbell oraz Klariza Clayton jako Joy Mercer |                                              |                |               |                  |                      |
| 92 | Dom Godziny Policyjnej House of Curfews      | Gill Wilkinson | Diane Whitley | 30 stycznia 2012 | 9 lipca 2012         |
| Członkowie Sibuny postanawiają nie pozwolić Victorowi zasnąć. Liczą na to, że jeśli będzie bardzo zmęczony zaśnie w końcu tak głęboko, że będą mogli zdjąć mu z szyi amulety. Nieobecni: Bobby Lockwood jako Mick Campbell oraz Klariza Clayton jako Joy Marcer |                                              |                |               |                  |                      |
| 93 | Dom Ślepych Zaułków House of Dead-Ends       | Gill Wilkinson | Diane Whitley | 31 stycznia 2012 | 10 lipca 2012        |
| Jerome mówi Marze o misji, jaką wyznaczył mu ojciec. Mara znajduje ważną wskazówkę, która może mu pomóc. Członkowie Sibuny odzyskali amulety i ruszają do walki z własnym strachem, który obezwładnia ich w klaustrofobicznym tunelu. Nieobecni: Bobby Lockwood jako Mick campbell oraz Klariza Clayton jako Joy Mercer |                                              |                |               |                  |                      |
| 94 | Dom Pajęczyn House of Webs                   | Gill Wilkinson | Diane Whitley | 31 stycznia 2012 | 11 lipca 2012        |
| Nina znajduje dźwignię, która otwiera przejście do kolejnego zadania. Członkowie Sibuny muszą rozwiązać zagadkę gigantycznej sieci pajęczej, pełnej zatrutych nici, o czym Alfie boleśnie się przekonuje. Nieobecni: Bobby Lockwood jako Mick Campbell oraz Klariza Clayton jako Joy Mercer |                                              |                |               |                  |                      |
| 95 | Dom Przewagi House of Fronts                 | Gill Wilkinson | Diane Whitley | 1 lutego 2012    | 12 lipca 2012        |
| Amber daje Fabianowi radę na temat Joy – czy aby na pewno powinien jej posłuchać? Gęś Alfiego zjada klejnot ojca Jerome’a a Vera i Victor planują skopiować zapasowy amulet. Dzięki temu członkowie Sibuny nie będą wiedzieli, że Victor go ma. Nieobecny: Bobby Lockwood jako Mick Campbell |                                              |                |               |                  |                      |
| 96 | Dom Strażników House of Keepers              | Gill Wilkinson | Diane Whitley | 1 lutego 2012    | 13 lipca 2012        |
| Trudy dzieli się swoimi podejrzeniami dotyczącymi Very z Panią Andrews. Tymczasem Victor i Vera podmieniają amulety, pozostawiając w domku dla lalek podróbkę. Nieobecny: Bobby Lockwood jako Mick Campbell |                                              |                |               |                  |                      |
| 97 | Dom Reportażu House of Hacks                 | Gill Wilkinson | Diane Whitley | 2 lutego 2012    | 16 lipca 2012        |
| Pani Andrews prosi Marę o przygotowanie profilu Very na szkolną stronę internetową. Jerome jest szczęśliwy, ponieważ gęś w końcu wydala klejnot. Nieobecni: Bobby Lockwood jako Mick Campbell oraz Burkely Duffield jako Eddie Miller |                                              |                |               |                  |                      |
| 98 | Dom Prowokacji House of Stings               | Gill Wilkinson | Diane Whitley | 2 lutego 2012    | 17 lipca 2012        |
| Członkowie Sibuny próbują rozwiązać zagadkę pajęczej sieci. Patricia przychodzi ostrzec ich, że zbliża się Victor. Victor idzie w ślady Alfiego i dotyka sieci, która go parzy. Pan Sweet mówi Marze, że to Jasper poprosił go, aby zatrudnił Verę. Nieobecni: Bobby Lockwood jako Mick Campbell oraz Burkely Duffield jako Eddie Miller |                                              |                |               |                  |                      |
| 99 | Dom Podwójnych Przejść House of Double-Cross | Gill Wilkinson | Diane Whitley | 3 lutego 2012    | 18 lipca 2012        |
| Jerome zgubił klejnot, ale dzięki przypadkowi i Poppy ma amulet Patricii. Nina i Fabian muszą dostać się do pokoju Very, żeby zabrać stamtąd klejnot i zaproponować Jerome’owi wymianę na amulet. Nieobecny: Bobby Lockwood jako Mick Campbell |                                              |                |               |                  |                      |
| 100 | Dom Przewodów House of Wires                 | Gill Wilkinson | Diane Whitley | 3 lutego 2012    | 19 lipca 2012        |
| Jerome odzyskał klejnot, ale to nie koniec komplikacji. Tymczasem Eddie podsłuchuje, jak Patricia mówi Joy, że go lubi. Mara znajduje zaginiony rozdział Księgi Izydy. Ostatecznie rozdział trafia w ręce Victora. Nieobecny: Bobby Lockwood jako Mick Campbell |                                              |                |               |                  |                      |
| 101 | Dom Zazdrości House of Envy                  | Tim Hopewell   | Diane Whitley | 6 lutego 2012    | 20 lipca 2012        |
| Victor tłumaczy Księgę Izydy. Jednak zadanie nie jest tak proste, jak mu się wydawało. Eddie stara się zmusić Patricię, aby przyznała, że go lubi. Fabian zabiera Joy do kina – czy to randka, czy nie? Nieobecny: Bobby Lockwood jako Mick Campbell |                                              |                |               |                  |                      |
| 102 | Dom Imion House of Names                     | Tim Hopewell   | Diane Whitley | 6 lutego 2012    | 23 lipca 2012        |
| Eddie i Patricia źle się zachowują podczas lekcji, ale pan Sweet karze tylko Patricię. Alfie i Jerome uświadamiają sobie, że jeśli Jerome chce odzyskać tarczę, na którą musi wrócić klejnot, będzie musiał wygrać ją od konkurencyjnej szkoły. Nina poznaje imię zjawy - Senkhary. Nieobecny: Bobby Lockwood jako Mick Campbell |                                              |                |               |                  |                      |
| 103 | Dom Dowodu House of Evidence                 | Tim Hopewell   | Diane Whitley | 7 lutego 2012    | 24 lipca 2012        |
| Mara zbiera dowody przeciwko Verze, a tymczasem członkowie Sibuny rozwiązują zagadkę pajęczej sieci. Nina uświadamia sobie, że to ona obudziła Senkharę. Tymczasem Victor stwierdza, że ostatnie zadanie może rozwiązać bez pomocy Sibuny. Nieobecny: Bobby Lockwood jako Mick Campbell |                                              |                |               |                  |                      |
| 104 | Dom Geniuszu House of Genius                 | Tim Hopewell   | Diane Whitley | 7 lutego 2012    | 25 lipca 2012        |
| Jerome potrzebuje pomocy, aby odzyskać Tarczę Frobishera. Nie spodziewał się, że nadejdzie ona ze strony Amber. Nina i Fabian widzą Victora niosącego chemikalia i nabierają pewnych podejrzeń. Nieobecny: Bobby Lockwood jako Mick Campbell |                                              |                |               |                  |                      |
| 105 | Dom Oszczerstw House of Slander              | Tim Hopewell   | Diane Whitley | 8 lutego 2012    | 26 lipca 2012        |
| Alfie pęka z dumy, kiedy Jerome wybiera go na swojego trenera ping ponga. Vera jest zła, z powodu artykułu napisanego przez Marę. Zachowanie Patricii popycha Eddiego do zaplanowania historycznego żartu z pana Sweeta – czy ujdzie mu to na sucho? Nieobecny: Bobby Lockwood jako Mick Campbell |                                              |                |               |                  |                      |
| 106 | Dom Pośpiechu House of Hasty                 | Tim Hopewell   | Diane Whitley | 8 lutego 2012    | 3 września 2012      |
| Mara i Vera spotykają się na przesłuchaniu, które ma potwierdzić prawdziwość informacji podanych w artykule Mary. Jednak Mara nie wie, że jej główny świadek jest również świadkiem Very. Nieobeny: Bobby Lockwood jako Mick Campbell |                                              |                |               |                  |                      |
| 107 | Dom Przeprosin House of Sorry                | Tim Hopewell   | Diane Whitley | 9 lutego 2012    | 4 września 2012      |
| Mara zostaje wyrzucona ze szkoły, a Jerome zwalnia Alfiego z posady trenera. Vera w tajemnicy przekupiła świadka Mary, a Trudy nadal jest podejrzliwa. Pani Andrews rezygnuje z pracy, aby uratować Marę. Nieobecny: Bobby Lockwood jako Mick Campbell |                                              |                |               |                  |                      |
| 108 | Dom Przekleństwa House of Hex                | Tim Hopewell   | Diane Whitley | 9 lutego 2012    | 5 września 2012      |
| Mecz ping ponga nie układa się po myśli Jerome’a – czy zawiedzie swojego ojca? Senkhara jest zła, że Victor wtrąca się do poszukiwań Maski Anubisa. Mówi Ninie, że jej karą będzie karanie. Nieobecny: Bobby Lockwood jako Mick Campbell Notatka: W tym odcinku po raz ostatni pojawia się Julia Deakin jako Daphne Andrews |                                              |                |               |                  |                      |
| 109 | Dom Ciszy House of Silence                   | Tim Hopewell   | Diane Whitley | 10 lutego 2012   | 6 września 2012      |
| Alfie przez przypadek ujawnia, że przeciwnicy Jerome’a używali krzywych piłek i wkrótce potem pomaga mu wygrać mecz. Victor próbuje rozwiązać kolejną zagadkę i zostaje ogłuszony potwornie głośnym dźwiękiem. Nieobecny: Bobby Lockwood jako Mick Campbell |                                              |                |               |                  |                      |
| 110 | Dom Ostrzeżeń House of Warnings              | Tim Hopewell   | Diane Whitley | 10 lutego 2012   | 7 września 2012      |
| Członkowie Sibuny dowiadują się, że Victor ma własny amulet. Eddie próbuje porozmawiać z Patricią, ale ona nadal nie może mówić. Jedyne co Patricia może zrobić, by do niego „przemówić” to pocałować go. Alfie gra na rogach w tunelu. Nieobecny: Bobby Lockwood jako Mick Campbell |                                              |                |               |                  |                      |
| 111 | Dom Statusu House of Status                  | Angelo Abela   | Diane Whitley | 13 lutego 2012   | 10 września 2012     |
| Domek dla lalek podpowiada Ninie melodię potrzebną do rozwiązania zadania – to stara egipska pieśń. Nikt jednak nie wie, jak ona brzmi. Tymczasem Amber zgadza się być twarzą nowej reklamy szkoły – czy zdąży ją nakręcić zanim całkiem się zestarzeje? Nieobecny: Bobby Lockwood jako Mick Campbell |                                              |                |               |                  |                      |
| 112 | Dom Lamentów House of Laments                | Angelo Abela   | Diane Whitley | 13 lutego 2012   | 11 września 2012     |
| Członkowie Sibuny są zszokowani, kiedy Alfie staje się coraz młodszy. Tymczasem Patricia przypadkowo wystawia Eddiego a Nina znajduje fragment tekstu Pieśni Hathor. Nieobecny: Bobby Lockwood jako Mick Campbell |                                              |                |               |                  |                      |
| 113 | Dom Skoku House of Heists                    | Angelo Abela   | Diane Whitley | 14 lutego 2012   | 12 września 2012     |
| Vera kradnie krowi dzwonek z wystawy. Podejrzenie pada na Fabiana. Tymczasem Jerome musi zająć się małym Alfiem. Nina zmuszona jest poprosić Senkharę o pomoc w rozwiązaniu zadania. Nieobecni: Bobby Lockwood jako Mick Campbell, Alex Sawyer jako Alfie Lewis oraz Klariza Clayton jako Joy Mercer |                                              |                |               |                  |                      |
| 114 | Dom Alibi House of Alibis                    | Angelo Abela   | Diane Whitley | 14 lutego 2012   | 13 września 2012     |
| Fabian ma coraz większe problemy z pamięcią i nie może dać Trudy alibi. Wkrótce znajduje kartkę, na której zapisał, że Vera zamierza ukraść dzwonek. Czy uda mu się przekonać Trudy? Nieobecni: Bobby Lockwood jako Mick Campbell, Alex Sawyer jako Alfie Lewis oraz Klariza Clayton jako Joy Mercer |                                              |                |               |                  |                      |
| 115 | Dom Niepamięci House of Oblivion             | Angelo Abela   | Diane Whitley | 15 lutego 2012   | 14 września 2012     |
| Fabian nie pamięta własnego imienia. Zapomniał również kim jest Nina. Vera podkłada krowi dzwonek w jego pokoju, a członkowie Sibuny wykorzystują go do ukończenia zadania, co sprawia, że zostają uwolnieni od klątwy. Nieobecni: Bobby Lockwood jako Mick Campbell oraz Eugene Simon jako Jerome Clarke |                                              |                |               |                  |                      |
| 116 | Dom Wścibstwa House of Snoops                | Angelo Abela   | Diane Whitley | 15 lutego 2012   | 17 września 2012     |
| Członkowie Sibuny muszą odłożyć krowi dzwonek na miejsce. Alfie, Fabian i Nina badają kolejne zadania, a Patricia musi przyznać się przyjaciołom, że czegoś im nie powiedziała. Nieobecni: Bobby Lockwood jako Mick Campbell oraz Eugene Simon jako Jerome Clarke |                                              |                |               |                  |                      |
| 117 | Dom Refleksji House of Reflections           | Angelo Abela   | Diane Whitley | 16 lutego 2012   | 18 września 2012     |
| Zagadka ukryta w kolejnym zadaniu sugeruje, że w następnym pomieszczeniu znajduje się Maska. Członkowie Sibuny muszą znaleźć sześć tajemniczych odblasków. Eddie postanawia pocałować Patricię, ale nie wie, że tak naprawdę całuje Piper! Nieobecny: Bobby Lockwood jako Mick Campbell |                                              |                |               |                  |                      |
| 118 | Dom Na Usłuchach House of Stooges            | Angelo Abela   | Diane Whitley | 16 lutego 2012   | 19 września 2012     |
| Victor ma pierwszy odblask, a Nina i Amber znajdują następny w pozytywce Sarah. Jerome martwi się, że Jasper zaczyna mieć obsesję na punkcie jego klejnotu. Pan Sweet zaprasza Eddiego i Patricię na kolację. Nieobecny: Bobby Lockwood jako Mick Campbell |                                              |                |               |                  |                      |
| 119 | Dom Zadiaków House of Zodiacs                | Angelo Abela   | Diane Whitley | 17 lutego 2012   | 20 września 2012     |
| Wyścig w poszukiwaniu odblasków trwa. Wskazówki są na niekompletnym kosmogramie. Pan Sweet nie wierzy, że klejnot został skradziony. Wygląda na to, że Jerome został pozostawiony sam sobie z tym problemem. Nieobecny: Bobby Lockwood jako Mick Campbell |                                              |                |               |                  |                      |
| 120 | Dom Obliczeń House of Reckoking              | Angelo Abela   | Diane Whitley | 17 lutego 2012   | 21 września 2012     |
| Nina dowiaduje się, że Victor ma własną kopię kosmogramu i to bardziej kompletną! Amber udaje się go skopiować, ale Fabian nie potrafi rozszyfrować przedstawionych na nim symboli. Nieobecny: Bobby Lockwood jako Mick Campbell |                                              |                |               |                  |                      |
| 121 | Dom Wymiany House of Trades                  | Graeme Harper  | Diane Whitley | 21 lutego 2012   | 24 września 2012     |
| Patricia ma wrażenie, że Piper psuje jej wizerunek. Jerome dowiaduje się, że Trudy została porwana przez Zbieracza i że aby ją wykupić będzie musiał podarować mu jakiś przedmiot należący do Smythe’ów. Nieobecny: Bobby Lockwood jako Mick Campbell |                                              |                |               |                  |                      |
| 122 | Dom Czarów House of Magic                    | Graeme Harper  | Diane Whitley | 21 lutego 2012   | 25 września 2012     |
| Alfie i Piper zbliżają się do siebie, ale kłótnia z Patricią sprawia, że Piper jeszcze raz rozważa swoją przyszłość. Poszukiwania pamiątek po Smythe’ach doprowadzają Jerome’a do domu dla lalek. Nieobecny: Bobby Lockwood jako Mick Campbell |                                              |                |               |                  |                      |
| 123 | Dom Trików House of Tricks                   | Graeme Harper  | Diane Whitley | 22 lutego 2012   | 26 września 2012     |
| Członkowie Sibuny nie posiadają się z radości, kiedy okazuje się, że Alfie oszukał Victora i odebrał mu amulet. Patricia jest załamana, kiedy dowiaduje się, że Eddie pocałował Piper. Nieobecny: Bobby Lockwood jako Mick Campbell |                                              |                |               |                  |                      |
| 124 | Dom Szeptów House of Whispers                | Graeme Harper  | Diane Whitley | 22 lutego 2012   | 27 września 2012     |
| Joy przydziela Marze i Eddiemu zadanie napisania artykułu na nową stronę szkoły. Victor i Vera uświadamiają sobie, że Alfie ich oszukał. Fabian podsłuchuje Jaspera i Jerome’a, którzy knują coś w bibliotece. Nieobecny: Bobby Lockwood jako Mick Campbell |                                              |                |               |                  |                      |
| 125 | Dom Obłudy House of Duplicity                | Graeme Harper  | Diane Whitley | 23 lutego 2012   | 28 września 2012     |
| Członkowie Sibuny ścigają się z Victorem, chcąc odnaleźć brakujące odblaski. Jasper wykręca się przed Fabianem, kiedy ten oskarża go o knowania z Jeromem. Nieobecny: Bobby Lockwood jako Mick Campbell |                                              |                |               |                  |                      |
| 126 | Dom Nawiedzeń House of Hauntings             | Graeme Harper  | Diane Whitley | 23 lutego 2012   | 1 października 2012  |
| Eddie i Mara ruszają na polowanie na duchy i rozstawiają w domu kamery. Patricia jest zazdrosna. Nina uświadamia sobie, że jednym z odblasków jest lalka Sarah. Ale właśnie wtedy Jerome kradnie lalkę dla Jaspera. Nieobecny: Bobby Lockwood jako Mick Campbell |                                              |                |               |                  |                      |
| 127 | Dom Kolekcji House of Collections            | Graeme Harper  | Diane Whitley | 24 lutego 2012   | 2 października 2012  |
| Zbieracz nie jest zainteresowany lalką, ale do Very dociera, że Victor potrzebuje jej szklanego oka, które najprawdopodobniej jest jednym z odblasków. Nieobecny: Bobby Lockwood jako Mick Campbell |                                              |                |               |                  |                      |
| 128 | Dom Spekulacji House of Speculation          | Graeme Harper  | Diane Whitley | 24 lutego 2012   | 3 października 2012  |
| Członkowie Sibuny znajdują trzeci odblask, a Fabian dowiaduje się, że Jasper go okłamał. Eddie i Mara robią zdjęcie swojego „ducha” podczas nocnego polowania w piwnicy. Nieobecny: Bobby Lockwood jako Mick Campbell |                                              |                |               |                  |                      |
| 129 | Dom Sabotażu House of Sabotage               | Graeme Harper  | Diane Whitley | 27 lutego 2012   | 4 października 2012  |
| Alfiemu nie udaje się zniszczyć zdjęć w komputerze Eddiego przy pomocy wirusa, więc Nina decyduje się na plan B: Fabian musi przekonać Joy, aby nie publikowała artykułu. Joy zgadza się, pod warunkiem, że Fabian ją pocałuje! Nieobecny: Bobby Lockwood jako Mick Campbell |                                              |                |               |                  |                      |
| 130 | Dom Dziewięciu Żyć House of Nine Lives       | Graeme Harper  | Diane Whitley | 27 lutego 2012   | 5 października 2012  |
| Fabian próbuje pocałować Joy, ale – ku radości Niny – nie jest w stanie tego zrobić. Mimo to Joy postanawia nie publikować artykułu. Amber i Alfie przyciskają Jerome’a i w końcu dowiadują się strasznej prawdy – Rufus powrócił! Nieobecny: Bobby Lockwood jako Mick Campbell |                                              |                |               |                  |                      |
| 131 | Dom Fałszerstw House of Forgeries            | Tim Hopewell   | Diane Whitley | 28 lutego 2012   | 8 października 2012  |
| Dowiedziawszy się o tym, że Rufus żyje, członkowie Sibuny spotykają się z Jasperem i przekonują go, by zaoferował Zbieraczowi podróbkę maski. Oni tymczasem mogliby uwolnić Trudy. Nieobecny: Bobby Lockwood jako Mick Campbell |                                              |                |               |                  |                      |
| 132 | Dom Porwania House of Hijack                 | Tim Hopewell   | Diane Whitley | 28 lutego 2012   | 9 października 2012  |
| Vera zamyka ekipę zmierzającą na ratunek Trudy w stodole, ale Alfie przybywa na ratunek. Niestety w efekcie domek dla lalek zostaje całkowicie zniszczony. Trudy traci przytomność i zapomina wszystko, co się wydarzyło. Nieobecny: Bobby Lockwood jako Mick Campbell |                                              |                |               |                  |                      |
| 133 | Dom Bezruchu House of Freeze                 | Tim Hopewell   | Diane Whitley | 29 lutego 2012   | 10 października 2012 |
| Kiedy pełen jadu artykuł o Ninie ukazuje się na stronie szkoły, zaczynają pojawiać się spekulacje na temat tożsamości szkolnego bloggera. Tylko Mara wie, że artykułu nie napisał „Szakal Anonimus”. Nieobecny: Bobby Lockwood jako Mick Campbell |                                              |                |               |                  |                      |
| 134 | Dom Time-Outu House of Timeout               | Tim Hopewell   | Diane Whitley | 29 lutego 2012   | 11 października 2012 |
| Senkhara wypala znak Anubisa na ręce Very. Członkowie Sibuny mają wszystkie odblaski, ale czas się kończy a postumenty schowały się w podłodze. Czy sobie z tym poradzą? Nieobecny: Bobby Lockwood jako Mick Campbell |                                              |                |               |                  |                      |
| 135 | Dom Odblasków House of Reflectors            | Tim Hopewell   | Diane Whitley | 1 marca 2012     | 12 października 2012 |
| Członkowie Sibuny bardzo chłodno traktują Joy, odkąd dowiedzieli się, że to ona napisała zjadliwy artykuł o Ninie. Patricia wpada na pomysł jak rozwiązać problem z niedokończonym zadaniem, a jednocześnie naprawić relację z Eddiem. Nieobecny: Bobby Lockwood jako Mick Campbell |                                              |                |               |                  |                      |
| 136 | Dom Iluzji House of Illusion                 | Tim Hopewell   | Diane Whitley | 1 marca 2012     | 15 października 2012 |
| Członkowie Sibuny wchodzą do ostatniego pomieszczenia, w którym muszą rozegrać pewną grę. Nikt jednak nie zna jej zasad. Eddie i Jerome wstawiają się za Marą i przekonują pana Sweeta aby pozwolił jej wziąć udział w konkursie bloggerów. Nieobecny: Bobby Lockwood jako Mick Campbell |                                              |                |               |                  |                      |
| 137 | Dom Marzeń House of Dreams                   | Tim Hopewell   | Diane Whitley | 2 marca 2012     | 16 października 2012 |
| Członkowie Sibuny dowiadują się, że muszą rozegrać partię staroegipskiej gry. Stawka jest bardzo wysoka. Joy wciąż jest zazdrosna o Marę, więc kiedy pan Sweet prosi ją o zgłoszenie Mary do konkursu, Joy postanawia działać po swojemu. Nieobecny: Bobby Lockwood jako Mick Campbell |                                              |                |               |                  |                      |
| 138 | Dom Pułapek House of Pitfals                 | Tim Hopewell   | Diane Whitley | 2 marca 2012     | 17 października 2012 |
| Victor i Vera potajemnie ćwiczą grę w Senet w biurze Victora, a tymczasem członkowie Sibuny idą po radę do Jaspera. Jerome w końcu odważa się pokazać Marze co do niej czuje. Niestety ona wciąż jeszcze myśli o Micku. Nieobecny: Bobby Lockwood jako Mick Campbell |                                              |                |               |                  |                      |
| 139 | Dom Upiorów House of Phantoms                | Tim Hopewell   | Diane Whitley | 5 marca 2012     | 18 października 2012 |
| Członkowie Sibuny martwią się zniknięciem Niny i muszą ją kryć zarówno w szkole, jak i przed Victorem i Verą w domu. Jednocześnie muszą jakoś poradzić sobie z potwornie już rozgniewaną Senkharą. Nieobecny: Bobby Lockwood jako Mick Campbell |                                              |                |               |                  |                      |
| 140 | Dom Kapitulacji House of Surrender           | Tim Hopewell   | Diane Whitley | 5 marca 2012     | 19 października 2012 |
| Fabian idzie do pana Sweeta, żeby o wszystkim mu opowiedzieć, ale zanim cokolwiek powie dowiaduje się, że Nina żyje. Patricia próbuje zbliżyć się do Eddiego, co sprawia, że Eddie staje się podejrzliwy. Nieobecny: Bobby Lockwood jako Mick Campbell |                                              |                |               |                  |                      |
| 141 | Dom Strategii House of Strategy              | Angelo Abela   | Diane Whitley | 6 marca 2012     | 22 października 2012 |
| Eddie i Jerome ujawniają, że Joy nie zgłosiła artykułu Mary na konkurs. Alfie o mały włos nie dołącza do Niny, a Fabian rekrutuje Joy do pomocy przy rozgrywce. Jakoś muszą wygrać tę grę. Nieobecny: Bobby Lockwood jako Mick Campbell |                                              |                |               |                  |                      |
| 142 | Dom Pamięci House of Memory                  | Angelo Abela   | Diane Whitley | 6 marca 2012     | 23 października 2012 |
| Trudy wzywa lekarza, który ma jej pomóc odzyskać pamięć. Zdesperowana Vera postanawia interweniować. Aflie i Amber postanawiają szpiegować ją i doktora. To, co słyszą wprawia ich w zdumienie. |                                              |                |               |                  |                      |
| 143 | Dom Pretendentów House of Pretenders         | Angelo Abela   | Diane Whitley | 7 marca 2012     | 24 października 2012 |
| Mara nie rozumie co się z nią dzieje. Czyżby coś czuła do Jerome’a? Vera – zgodnie z instrukcjami doktora – próbuje przejąć kontrolę nad członkami Sibuny. Nie wie, że bawią się z nią w kotka i myszkę, żeby dowiedzieć się ile Victor wie o grze w Senet. Nieobecna: Nathalia Ramos jako Nina Martin |                                              |                |               |                  |                      |
| 144 | Dom Kłopotów House of Trouble                | Angelo Abela   | Diane Whitley | 7 marca 2012     | 25 października 2012 |
| Jerome wpada na Rufusa, który myszkuje w domu Anubisa. Victor jest przerażony tym, że stracił Alfiego w grze w Senet i oskarża Verę o to, że namówiła go, by wykorzystał uczniów do swoich celów. Nieobecny: Bobby Lockwood jako Mick Campbell |                                              |                |               |                  |                      |
| 145 | Dom Zasadzek House of Traps                  | Angelo Abela   | Diane Whitley | 8 marca 2012     | 26 października 2012 |
| Mara zdobywa tytuł bloggera roku, ale jest zbyt zmartwiona zniknięciem Jerome’a by świętować. Eddie jest sfrustrowany tajemnicami Patricii. Sibuna musi stawić czoło dramatowi. Nieobecny: Bobby Lockwood jako Mick Campbell |                                              |                |               |                  |                      |
| 146 | Dom Stawek House of Stakes                   | Angelo Abela   | Diane Whitley | 8 marca 2012     | 29 października 2012 |
| Czy Fabian nauczy się ufać Joy? Jeśli chce ukończyć Zadanie będzie musiał. Tymczasem Eddie przypomina sobie imię „wujka” Jerome’a – nie rozumie co tak bardzo zaniepokoiło Patricię. Nieobecny: Bobby Lockwood jako Mick Campbell |                                              |                |               |                  |                      |
| 147 | Dom Misji House of Missions                  | Angelo Abela   | Diane Whitley | 9 marca 2012     | 30 października 2012 |
| Eddie pomaga Marze dostrzec jak wiele znaczy dla niej Jerome. Ale czeka ją jeszcze większa niespodzianka. Tymczasem Victor odsuwa od siebie Verę a Patricia mówi przyjaciołom, że Rufus porwał Jerome’a. |                                              |                |               |                  |                      |
| 148 | Dom Uprowadzonych House of Captives          | Angelo Abela   | Diane Whitley | 9 marca 2012     | 31 października 2012 |
| Victor zmaga się z ostatnią wskazówką znalezioną w Księdze Izydy a Eddie pakuje się w poważne kłopoty. Fabian, Patricia i Alfie dowiadują się, do czego potrzebna jest Rufusowi maska. Poppy potrzebuje Jerome’a. Gdzie on się podział? |                                              |                |               |                  |                      |
| 149 | Dom Wybranej House of The Chosen             | Angelo Abela   | Diane Whitley | 9 marca 2012     | 1 listopada 2012     |
| Ostatnia zagadka Smythe’a zostaje rozwiązana. Ale Rufus nie odpuszcza, tak samo zresztą jak Victor! Wszyscy biorą udział w wyścigu po Maskę. Tymczasem Mara i Poppy coraz bardziej martwią się zniknięciem Jerome’a. Notatka: W tym odcinku po raz ostatni pojawia się Poppy Miller jako Vera Devenish |                                              |                |               |                  |                      |
| 150 | Dom Wolności House of Freedom                | Angelo Abela   | Diane Whitley | 9 marca 2012     | 2 listopada 2012     |
| Senkhara jest o krok od zdobycia tego, czego najbardziej pragnie. Nina będzie musiała zapłacić ostateczną cenę. Jednak niespodziewanie zjawia się pomoc a Rufus dostaje to, na co zasłużył. Czy członkowie Sibuny staną na wysokości zadania? Notatka: W tym odcinku po raz ostatni pojawiają się Nathalia Ramos jako Nina Martin, Bobby Lockwood jako Mick Campbell, Gwyneth Powell jako Gran, Sophiya Haque jako Senkhara, Roger Barclay jako Rufus Zeno, Frances Encell jako Poppy Clarke, Sartaj Garewal jako Jasper Choudhary oraz Sarah Paul jako Zoe Valentine |                                              |                |               |                  |                      |

## Sezon 3 (2013)
| 151 | Dom Przybycia House of Arrivals         | Angelo Abela  | Diane Whitley    | 3 stycznia 2013  | 6 maja 2013     |
| Po wakacjach do domu przybywają uczniowie. Okazuje się, że Nina nie wraca do domu Anubisa. Na jej miejsce przyjeżdża nowa uczennica - KT, którą Eddie wcześniej widział w swoim śnie, w którym dziewczynie, jej umierający dziadek wręczył tajemniczy klucz i powiedział, że musi powstrzymać zło. Czy sen Eddiego to przypadek? Notatka: W tym odcinku po raz pierwszy pojawiają się Alexandra Shipp jako KT Rush oraz Louisa Connolly-Burnham jako Willow Jenks |                                         |               |                  |                  |                 |
| 152 | Dom Upominków House of Presents         | Angelo Abela  | Diane Whitley    | 3 stycznia 2013  | 7 maja 2013     |
| Eddie przybliża się do KT i dowiaduje się od niej, że jej dziadek nie żyje. Chłopak mówi KT, że ta może mu zaufać. Okazuje się, że Nina wysłała list do Fabiana, w którym wyjaśnia dlaczego nie wraca. Eddie miał mu go przekazać. Niestety chłopak go gubi. Tymczasem mieszkańcy domu Anubisa organizują urodzinowe przyjęcie dla Amber. |                                         |               |                  |                  |                 |
| 153 | Dom Prawdy House of Truth               | Angelo Abela  | Diane Whitley    | 10 stycznia 2013 | 8 maja 2013     |
| Eddie dostaje dziwnych wizji i mówi KT, że coś bardzo złego się dzieje. Victor rekwiruje KT klucz. Mężczyzna i pan Sweet poznają strażniczkę skarbu - panią Denby, która jest zarazem nową nauczycielką. Fabian w końcu dostaje od Eddiego list od Niny. Dziewczyna wyjaśnia w nim, że nie może wrócić, gdyż dowiedziała się, że Wybrana i Ozyrion muszą być rozdzieleni, a ponadto jej babcia ponownie zachorowała. Tym samym Nina listownie rzuca Fabiana. Chłopak jest załamany. |                                         |               |                  |                  |                 |
| 154 | Dom Hieroglifów House of Hieroglyphics  | Angelo Abela  | Diane Whitley    | 10 stycznia 2013 | 9 maja 2013     |
| Choć Fabian powiedział, że nie ma Sibuny bez Niny, zdecyduje się pomóc Amber i Alfiemu w rozwiązaniu zagadki z hieroglifami, którą dzień wcześniej znalazł Alfie. Eddie i KT starają się odebrać klucz Victorowi i udaje im się to. Mara i Jerome organizują sobie w szkole randkę, którą niestety niszczy Alfie. |                                         |               |                  |                  |                 |
| 155 | Dom Niespodzianek House of Revelations  | Angelo Abela  | Neil Jones       | 17 stycznia 2013 | 10 maja 2013    |
| Fabian pracuje nad przetłumaczeniem hieroglifów. Eddie i KT próbują dostać się do domu Denby, co się im udaje. Znajdują tam pokój, który otwiera klucz KT, a w nim coś dziwnego. Tymczasem Mara, Joy i Patricia zakładają „Bractwo Sióstr Anubisa” i obiecują sobie, że będą stawiać się chłopakom. Nieobecna: Louisa Connolly-Burnham jako Willow Jenks |                                         |               |                  |                  |                 |
| 156 | Dom Pytań House of Questions            | Angelo Abela  | Neil Jones       | 17 stycznia 2013 | 13 maja 2013    |
| W domu Denby, Eddie i KT znajdują kapsułę, w której śpi człowiek! Fabian nadal rozwiązuje zagadkę z hieroglifami. Victor próbując znaleźć bransoletę, umawia się na randkę z Trudy. Tymczasem Patricia znajduje w rzeczach KT klucz, który ma taki sam symbol jak jeden z hieroglifów, co powoduje, że Fabian i Patricia myślą, że KT pracuje dla Victora. |                                         |               |                  |                  |                 |
| 157 | Dom Pi House of Pi                      | Angelo Abela  | Nathan Cockerill | 24 stycznia 2013 | 14 maja 2013    |
| Patricia i KT w końcu dogadują się i razem przygotowują projekt biznesowy. Fabian rozszyfrowuje kolejny hieroglif związany z liczbą Pi. Eddie dostaje kolejnej wizji, w której widzi kobietę znajdującą się szpitalu. Oprócz tego chłopak wraz z KT słyszą rozmowę Victora, Sweeta i Denby. Eddie jest zszokowany, gdy dowiaduje się, że jego ojciec jest członkiem tajnej organizacji. Tymczasem Joy chce się umówić z Fabianem - chłopak się nie zgadza. Dziewczyna opuszcza Sibunę. |                                         |               |                  |                  |                 |
| 158 | Dom Nieufności House of Mistrust        | Angelo Abela  | Nathan Cockerill | 24 stycznia 2013 | 15 maja 2013    |
| Sibuna udaje się do Domu Denby. Niestety wracają bez Amber, która zostaje uwięziona, w pokoju, w którym znajduje się człowiek w kapsule. Przyjaciele dziewczyny martwią się o nią i mówią jej ojcu, który ocenia projekty biznesowe, że jest chora. Tymczasem Jerome niszczy szanse Mary na wygranie konkursu z projektem biznesowym. Dziewczyna zrywa z chłopakiem. |                                         |               |                  |                  |                 |
| 159 | Dom Podstępu House of Trickery          | Angelo Abela  | Nathan Cockerill | 31 stycznia 2013 | 16 maja 2013    |
| Pani Denby znajduje w swoim domu Amber. Teraz ona, Victor i Sweet nie mają żadnych wątpliwości, że to Amber ma bransoletę! Nauczyciele dają jej wybór - albo odda im bransoletę, albo nigdy już nie ujrzy swoich przyjaciół. Dziewczyna postanawia oddać skarb nauczycielom. Rozmowę tę podsłuchują Patricia, Fabian i Alfie - Amber ich zdradziła! |                                         |               |                  |                  |                 |
| 160 | Dom Jedności House of Unity             | Angelo Abela  | Nathan Cockerill | 31 stycznia 2013 | 17 maja 2013    |
| Sibuna nie może uwierzyć, że Amber dopuściła się zdrady. Wszyscy jej członkowie oraz Eddie i KT dostają tajemniczego SMS-a, w którym napisane jest, że mają przyjść do szkoły. Gdy tam idą dowiadują się, że to Amber wysłała tę wiadomość. Dziewczyna mówi im, że dała Victorowi fałszywą bransoletę. Oprócz tego Amber chce, aby Sibuna została odnowiona. Eddie zostaje jej liderem. Od teraz skład Sibuny to: Eddie, KT, Fabian, Patricia i Alfie. Amber wyjeżdża do Szkoły Mody i opuszcza dom Anubisa. Notatka: W tym odcinku po raz ostatni pojawia się Ana Mulvoy Ten jako Amber Millington Nieobecna: Louisa Connolly-Burnham jako Willow Jenks |                                         |               |                  |                  |                 |
| 161 | Dom Prowokacji House of Entrapment      | Angelo Abela  | Jodi Reynolds    | 7 lutego 2013    | 20 maja 2013    |
| Fabian podejrzewa, że człowiek w kapsule to Robert Frobisher-Smythe, jednak nikt mu nie wierzy. Sibuna udaje się do budynku bramnego, w którym obawy Fabiana potwierdzają się. Człowiek w kapsule to Frobisher! Przyjaciele postanawiają pójść do gabinetu Roberta, niestety w to samo miejsce idzie Victor ze spółką. W międzyczasie Eddie w torbie pani Denby zauważa dziwny list. Kim tak naprawdę jest ta kobieta? |                                         |               |                  |                  |                 |
| 162 | Dom Sióstr House of Sisters             | Angelo Abela  | Jodi Reynolds    | 7 lutego 2013    | 21 maja 2013    |
| W liście pani Denby jest adres szpitala psychiatrycznego. Sibuna postanawia udać się tam. Napotykają tam kobietę z wizji Eddiego. Okazuje się, że jest to prawdziwa Harriet Denby, a nauczycielka uczniów domu Anubisa to Caroline - jej siostra, która podawała się za nią, by wykluczyć ją z ceremonii. Tymczasem do „Bractwa Sióstr Anubisa” dołącza KT, a Joy postanawia całkowicie zmienić swój wygląd. |                                         |               |                  |                  |                 |
| 163 | Dom Grobowców House of Tombs            | Angelo Abela  | Jodi Reynolds    | 25 lutego 2013   | 22 maja 2013    |
| Victor i spółka myślą, że słowami potrzebnymi do ceremonii są teksty egipskich pieśni, jednak członkowie Sibuny są o 2 kroki do przodu. Klub odkrywa prawdziwe słowa Chessie Em Hotep. Tymczasem Jerome i Willow całują się w szkole podczas kary i zostają parą. Chłopak odtąd ma 2 dziewczyny! Nie wie co ma zrobić z tą sytuacją. W tym samym czasie Victor, Sweet i Denby zauważają, że bransoleta, którą mają jest podróbą. |                                         |               |                  |                  |                 |
| 164 | Dom Przemytu House of Smuggling         | Angelo Abela  | Neil Jones       | 26 lutego 2013   | 23 maja 2013    |
| Eddie postanawia schować gdzieś bransoletę, aby Victor jej nie znalazł. Sibuna udaje się do szpitala psychiatrycznego, aby odbić prawdziwą Denby, jednak od pracownika tego ośrodka dowiadują się, że Harriet została wypisana. Zostawiła jednak list, w którym pisze, że Sibuna sama może odprawić ceremonię, aby Robert przebudził się dobry. Fabian odkrywa, że rytuał może być odprawiony tylko w nocy. Przyjaciele postanawiają wynieść kapsułę poza budynek bramny. |                                         |               |                  |                  |                 |
| 165 | Dom Oczekiwania House of Anticipation   | Angelo Abela  | Neil Jones       | 27 lutego 2013   | 24 maja 2013    |
| Eddie, KT i Fabian zostają zamknięci w krypcie i czekają do późnych godzin nocnych. W końcu rozpoczynają odprawę ceremonii. Alfie i Patricia kryją ich w szkole. Denby wraca do swojego domu i zauważa, że kapsuła zniknęła. Oskarża Victora i Sweeta o kradzież. Tymczasem Jerome próbuje zrobić wszystko co w jego mocy, aby Mara i Willow nie dowiedziały się, że chłopak chodzi z nimi obiema. |                                         |               |                  |                  |                 |
| 166 | Dom Rozczarowań House of Close Calls    | Angelo Abela  | Davey Moore      | 28 lutego 2013   | 27 maja 2013    |
| Ceremonia odprawiana przez Sibunę, kończy się niepowodzeniem. Klub nie wie dlaczego. Denby podąża śladem Alfiego i Patricii i podejrzewa, że kapsuła jest w krypcie. Przywołuje do siebie Victora i Sweeta, jednak w porę przyjaciołom udaje się wymyślić plan, aby ekipa nauczycieli tam się nie dostała. Tymczasem Willow wprowadza się do domu Anubisa i mieszka z Marą, co załamuje Jeroma, a Victor konfiskuje klucz KT Patricii. |                                         |               |                  |                  |                 |
| 167 | Dom Popychu House of Hustle             | Angelo Abela  | Davey Moore      | 4 marca 2013     | 28 maja 2013    |
| Alfie w ostatniej chwili ratuje Patricię przed wykryciem jej przez Victor’a. Eddie opowiada Fabianowi o swej dotychczasowej relacji z Patricią, która jego zdaniem go po prostu rzuciła, odkąd mieli dla siebie więcej czasu nie zwykle, przez co skierował swoje zainteresowanie ku KT. Jednak, czy to aby cała prawda? Denby i Victor wchodzą w posiadaniu obu kluczy - Słońca i Księżyca, które to odkrycie jest przełomowe, zaś Patricii udaje się podsłuchać ich rozmowę! |                                         |               |                  |                  |                 |
| 168 | Dom Tworzenia House of Set-Up           | Angelo Abela  | Neil Jones       | 5 marca 2013     | 29 maja 2013    |
| Victor szaleje w szkole przeszukując uczniowskie szafki w poszukiwaniu bransolety, jednak jego znajomy dyrektor nie potrafi nad nim zapanować. Patricia wchodzi w pewne układy z Jerome’m dotyczące Mary i Willow. Willow zajmuje Marę swoimi głupiutkimi tematami, z których wynika, że dziewczyna się przenosi z jej pokoju, co bohaterkę serialu prawdziwie cieszy, jednak stara nie dać tego po sobie poznać. Czy Alfie podczas nieobecności Amber faktycznie zabujał się w Willow? Chyba jest coś w tym, co podejrzewa Jerome! |                                         |               |                  |                  |                 |
| 169 | Dom Historii House of History           | Tracey Rooney | Neil Jones       | 6 marca 2013     | 30 maja 2013    |
| Zbliża się uroczystość zaćmienia, zaś Victor i reszta chcieliby, aby czwórka studentów towarzyszyła im pomimo godziny nocnej. Sibuna musi coś wymyślić w związku z Alfi’m i Patricią, a pozostało mało czasu... Czy ceremonia może faktycznie przebudzić mumię? W starożytnym Egipcie w to wierzono, a zatem Denby jest pewna, że można odtworzyć to także dzisiaj, a ożywienie zmarłego egiptologa nie powinno być aż tak trudne, wiedząc co trzeba zrobić. Bezsprzecznie interesujące jest, co powie śpiący Frobisher Smithe, gdy już przestanie spać!                                                                                                 |                                         |               |                  |                  |                 |
| 170 | Dom Zaćmienia House of Eclipse          | Tracey Rooney | Neil Jones       | 7 marca 2013     | 31 maja 2013    |
| Godzina powrotu Roberta Frobishera lada chwila wybije - Victor już od dawna na to czeka, jednak niespodziewanie dostaje tajemniczą karteczkę z wiadomością... Sibuna przewiduje również, że na spotkanie nie dotrze ani ojciec Eddiego, ani Denby - czy uda się zrealizować plan? A co słychać u Jerome’a? Mara już się o niego zamartwia, a Willow rzecz jasna jak zwykle świruje. Tylko zobaczcie, co wymyśli Eddie, by dopiąć plan na ostatni guzik! Mimo wszystko „siły zła” nie są tak naiwne, jak mogłoby się wydawać... |                                         |               |                  |                  |                 |
| 171 | Dom Przebudzenia House of Awakening     | Tim Hopewell  | James Whitehouse | 11 marca 2013    | 3 czerwca 2013  |
| Robert Frobisher Smithe przebudził się i jest groźny - czy Eddie ma racje zamartwiając się? Tymczasem Victor uważa, że właśnie teraz nastała pora na zakończenie bajeczki ze szkołą - teraz należy ją zamknąć, gdy ie udało się zrealizować tego, co od początku zamierzali! Jerome ma tymczasem bardziej przyziemne problemy: Mara czy Willow - nie daje mu ta kwestia spokoju. Zależy mu na obu dziewczynach, ale którą naprawdę kocha? Zobaczcie, jak chłopak to rozegra... |                                         |               |                  |                  |                 |
| 172 | Dom Sarkofagów House of Sarcophagi      | Tim Hopewell  | James Whitehouse | 12 marca 2013    | 4 czerwca 2013  |
| W swoim nowym widzeniu Osirion Eddie widział naprawdę przerażające rzeczy związane z Frobisherem przywołującym coś złego. Wkrótce wyjdzie na jaw, że chodzi mu o pożeraczkę dusz, starożytną bestię z podziemia, złą królową której życzeniem jest zająć ziemię! To już nie bajki - Sibuna musi coś zrobić, by ratować świat przed staroegipskim złem... W innym miejscu Mara odpala „Operację Zemsta” mająca na celu odegranie się na Jeromie - cóż niektórzy nadal żyją przyziemnymi kwestiami, gdy tuż obok rozgrywają się rzeczy mające wpływ na przyszłość ludzkości!                                                                               |                                         |               |                  |                  |                 |
| 173 | Dom Posiadań House of Possesion         | Tim Hopewell  | James Whitehouse | 13 marca 2013    | 5 czerwca 2013  |
| Sibuna odnajduje prawdziwą Panią Denby - Harriet jest najwyraźniej przerażona i niepewna czy powinna zaufać młodych bohaterom serialu. Jednakże spotkanie z Eddiem wzbudzi w niej nadzieję, na wyrwanie się z koszmaru, w jaki wprowadziła ją Caroline. Tymczasem przyjaciele mają problem ze znalezieniem Frobishera, chociaż mają pewność, w którym miejscu powinien się znajdować. Niestety w sąsiednim pokoju Alfie, Jerome oraz Joy zaczynają przez sen mantrować jakąś dziwną frazę, co wygląda naprawdę niepokojąco, zwłaszcza że nie można ich z tego stanu wybudzić!                                                                            |                                         |               |                  |                  |                 |
| 174 | Dom Chciwości House of Greed            | Tim Hopewell  | James Whitehouse | 14 marca 2013    | 6 czerwca 2013  |
| Robert Frobisher Smythe okazał się być osobą znacznie bardziej szaloną i władczą niż oba zwalczające się i pragnące poznać tajemnice domu Anubisa obozy mogły wcześniej przypuszczać. Dodatkowo istnieją przypuszczenia, iż jest on tylko widzialnym naczyniem przeznaczonym dla czegoś znacznie bardziej potężnego. Podczas tych rozgrywek, w szkole zostanie uruchomiona operacja zemsta, w której będą uczestniczyć lekceważone przez Jerome’a dziewczyny: Mara i Willow, a którym w ośmieszeniu chłopaka pomagać będzie Joy. Szczerze mówiąc ich świetnie przygotowany plan najpewniej wypali, a bohaterowi pójdzie na dobre w pięty...              |                                         |               |                  |                  |                 |
| 175 | Dom Złudzeń House of Deceptions         | Tim Hopewell  | James Whitehouse | 18 marca 2013    | 7 czerwca 2013  |
| Po ostatnim spotkaniu z Frobisherem, Victor nie jest już sobą - kompletnie zwariował, a właściwie jest teraz opętany przez ducha Frobishera i teraz jemu służy. Przy okazji Victor rzucił się na Eddiego jak nigdy dotąd - czyżby chciał sprowadzić go Frobisherowi, jako grzesznika? Zatem gdzie jest dusza Victora? Zamknięta została w sarkofagu Frobishera, jednak jest im tam znacznie więcej i najpewniej czekają na właściwe dla rytuały osoby, czyli na członków Sibuny! |                                         |               |                  |                  |                 |
| 176 | Dom Tęczy House of Rainbows             | Tessa Hoffe   | Bede Blake       | 19 marca 2013    | 10 czerwca 2013 |
| Dyrektor szkoły dał swemu synowi wolny dzień, żeby organizował turniej w dwa ognie - przynajmniej taki jest oficjalny powód. W rzeczywistości Sibuna nie wie, gdzie tak naprawdę się znajduje. Joy próbuje poderwać Jerome’a, zgodnie z sugestiami Mary i Willow - dziewczyną zdecydowanie spodobało się znęcanie nad chłopakiem i nie zamierzają poprzestać na ostatnich wyczynach w tym zakresie. Eddie tymczasem ma swoje kolejne wizje, które rzucają więcej światła, na to co tak naprawdę ma miejsce w podziemiach domu anubisa! |                                         |               |                  |                  |                 |
| 177 | Dom Wrogów House of Enemies             | Tessa Hoffe   | Bede Blake       | 20 marca 2013    | 11 czerwca 2013 |
| Mara zdaje się nie zamierzać skończyć z odgrywaniem się na Jeromie, co jednak wydaje się coraz bardziej dziwne dla Joy i Willow. Mimo wszystko dziewczyny z "Ligi Dziewczyn" nadal planują pomęczyć Jerome’a... Patricia i Eddie zdają się wracać do siebie po dłuższej rozłące, jednak niespodziewanie Denby ostrzega Pat przed Eddiem... Co dokładnie może mieć na myśli? W każdym razie dyrektor jest zaskoczony nowymi zajęciami, nowej nauczycielki. Tymczasem w szkole zjawia się gość wprost do Mary! |                                         |               |                  |                  |                 |
| 178 | Dom Niespodzianki House of Surprise     | Tessa Hoffe   | Bede Blake       | 21 marca 2013    | 12 czerwca 2013 |
| Mara zdaje się być szalona na punkcie odegrania się na Jeromie, zaś jej koleżanki coraz mniej mają ochotę jej w tym pomagać. Znajomość Alfiego z Willow zdaje się rozwijać, jednak to nie wakacje i zajęcia w szkole skutecznie przeszkadzają im spędzać więcej czasu z sobą. Mimo wszystko Denby stwarza coraz dziwniejsze zajęcia lekcyjne, co może się podobać, ale po-winno także niepokoić Sibunę. Tymczasem Fabian zauważa i informuje Eddiego, że wokół Patricii kręci się jakiś nowy chłopak! |                                         |               |                  |                  |                 |
| 179 | Dom Wygranej House of Winning           | Tessa Hoffe   | Bede Blake       | 25 marca 2013    | 13 czerwca 2013 |
| Victor jest przekonany, iż zdobył zaufanie Roberta Frobisher’a, jednak najpierw będzie musiał znaleźć mu grzesznika. Tymczasem w szkolnej sali ma miejsce rozgrywka w piłkę ręczną, zaś w meczu biorąc udział także bohaterowie serialu i przegrywają... Fabian i KT martwią się tematem komnaty tajemnic, w końcu dziewczyna decyduje się działać na własną rękę. Denby informuje Victora, że jej siostra uciekła, a problem tkwi w tym, że ona wszystko wie i może przeszkodzić w ich działaniach... |                                         |               |                  |                  |                 |
| 180 | Dom Nocy House of Moonlightning         | Tessa Hoffe   | Bede Blake       | 26 marca 2013    | 14 czerwca 2013 |
| Patricia odnajduje klucz do krypty, jednak rewelację przerywa inna rewelacja: studenci z drużyny anubisa wygrali w meczu... Mimo wszystko prawdziwym zadaniem dla Sibuny jest teraz odnalezienie zaginionej KT, która najpewniej znalazła wejście do tajnej komnaty i coś złego musiało jej się przydarzyć. Siostra Denby uciekła właśnie z domu i przypadkowo natrafiła na dyrektora, ojca Eddiego - czy wyda ją Victorowi i strażniczce? Tymczasem Joy próbuje zagadnąć do Jerome’a, a dyskusja toczy się wokół tematu ojców... Notatka: W tym odcinku po raz ostatni pojawia się Freddie Boath jako Ben Reed                                          |                                         |               |                  |                  |                 |
| 181 | Dom Zdrady House of Treachery           | Tracey Rooney | Jodi Reynolds    | 27 marca 2013    | 17 czerwca 2013 |
| W nocy coś mocno uderzyło wydając głośny dźwięk w Domu Anubia budząc Fabiana. Zwołana Sibuna odkrywa zniszczony fonograf, jednak kto mógłby to zrobić - Denby, Victor? To z pewnością nie jest dobra wiadomość. Victor jest tymczasem napalony, by czym prędzej zgarnąć grzesznika dla Frobishera - niewiele brakowało, a stałby się nim Alfie, a zatem teraz możliwe, iż ktoś inny padnie teraz ofiarą jego wyboru, choć jego pomysły wyraźnie nie podobają się Denby. W najbliższym czasie Eddie wraz z Alfiem zamierzają odnaleźć elementy starego fonografu...                                                                                       |                                         |               |                  |                  |                 |
| 182 | Dom Kłamców House of Imposters          | Tracey Rooney | Jodi Reynolds    | 28 marca 2013    | 18 czerwca 2013 |
| Eddie uważa, że KT jest szpiegiem w Sibunie i pociąga resztę w tym kierunku - dystansu wobec nowej dziewczyny. Mimo wszystkie Osirion nie zdaje sobie sprawy, że powinien był szukać zupełnie gdzie indziej... Denby próbuje tymczasem wykorzystać Willow do swoich sprawek, jednak Frobisher jest zawiedziony jej staraniami i samodzielnie zamierza rozwścieczyć dziewczynę. Willow wydaje się jednak niczego nie rozumieć, a prawdę mówiąc jest w śmiertelnym zagrożeniu. Jednak, co z KT, a co z Patricią? |                                         |               |                  |                  |                 |
| 183 | Dom Przebiegłości House of Cunning      | Tracey Rooney | Neil Jones       | 1 kwietnia 2013  | 19 czerwca 2013 |
| Patricia zdecydowanie nie jest sobą i działa na zlecenie Frobishera, jednak Sibuna jeszcze nie zdążyła poznać całej pracy oskarżając KT o niedawne problemy. Skoro jednak Patricia jest czerwonookim grzesznikiem, jednym z pięciorga, to znaczy, że jest już na zawsze stracona? Niestety bohaterka nadal wprowadza w błąd Sibunę, jednak czy KT ma dowody dzięki którym mogłaby udowodnić swoją niewinność? Tymczasem Denby i Victor poszukują Harriet, która została ukryta przed nimi w jednym z gabinetów dzięki pomocy właśnie KT! |                                         |               |                  |                  |                 |
| 184 | Dom Podejrzeń House of Suspicion        | Tracey Rooney | Alison Greenaway | 2 kwietnia 2013  | 20 czerwca 2013 |
| Patricia, mimo iż została przyłapana na rozmowie z Victorem przez Eddiego, wykręca się sianem, tak że nie ma pewności, co do jej prawdziwej tożsamości. Rzecz jasna Frobisher jest nie tylko zawiedziony, ale totalnie wnerwiony (kiedy nie był?) i postanowił nie czekać na swoje sługi samodzielnie przystępując do pozyskania dla siebie grzesznika. Podczas przygotowywania przedstawienia scenicznego próby nie idą dobrze, zwłaszcza że Eddie i KT nie potrafią wczuć się w swoje role - zdaniem Jerome’a, choć pomiędzy nimi powinna być bajeczna chemia to już dwa mopy byłyby żywsze.                                                           |                                         |               |                  |                  |                 |
| 185 | Dom Pojmania House of Capture           | Tracey Rooney | Alison Greenaway | 3 kwietnia 2013  | 21 czerwca 2013 |
| Victor zamierza zabrać Patricię, Eddiego i Alfiego do budynku bramnego, jednak dzięki Trudy udaje im się tego uniknąć. Frobisher z trudnościami dostaje się do Fabiana, by ten pomógł mu dostać się do kapsuły regeneracji, jednak chłopak zdaje się być zbyt przerażony, by cokolwiek zrobić. Mimo wszystko Frobisherowi udaje się w końcu przekonać bohatera dzięki bajecznej grze aktorskiej. |                                         |               |                  |                  |                 |
| 186 | Dom Złamanych Serc House of Heartbreaks | Tim Hopewell  | Alison Greenaway | 4 kwietnia 2013  | 24 czerwca 2013 |
| Joy chce pogadać z Jeromem o ostatnich wydarzeniach, ale chłopak nie zamierza słuchać żadnych wyjaśnień po tym, gdy odkrył spisek Joy i Mary wymierzony w niego. Fabian na usługach ekipy zła próbuje wmanewrować KT w swoje plany i wszystko wskazuje na to, że mu się to uda. Eddie wraz z Patricią próbują odgadnąć przeszłość przy pomocy zabawy w zgadywanki, aż Eddie wpada na świetny pomysł związany z siostrą Patricii Notatka: W tym odcinku po raz ostatni pojawia się Nikita Ramsey jako Piper Williamson |                                         |               |                  |                  |                 |
| 187 | Dom Jeża House of Hog                   | Tim Hopewell  | Bede Blake       | 8 kwietnia 2013  | 25 czerwca 2013 |
| Eddie został pojmany przez Frobishera i trafił do komnaty z sarkofagami - czyżby Osirionowi skończył się właśnie czas? W każdym razie tylko jeden sarkofag pozostał pusty, a przybycie Wielkiej Ammit to już tylko kwestia dni... Tymczasem w Domu Anubisa, w kuchni zjawił się jeż - rozbójnik, któremu Willow nadała już imię: Victor. Joy jest wciąż załamana relacją z Jerome’m, ale Mara nie zdaje się chcieć ją pocieszać. Alfie udowadnia KT, że Fabian jest grzesznikiem, zaś ta ujawnia, że Eddie wpadł w ręce ekipy zła! |                                         |               |                  |                  |                 |
| 188 | Dom Klęski House of Defeat              | Tim Hopewell  | Neil Jones       | 9 kwietnia 2013  | 26 czerwca 2013 |
| Frobisher wreszcie dopadł Alfiego, lecz w ostatniej chwili zjawiają się Eddie i KT. Mimo wszystko Alfie wpadnie w łapska ekipy zła i najpewniej stanie się w końcu piątym i ostatnim grzesznikiem. Chyba że będzie to... Willow?! W każdym razie, tak czy inaczej Frobisher w końcu dopnie swego, gdyż jest bliżej niż dalej. Mimo wszystko ostatni członkowie Sibuny nie zamierzają złożyć broni i chcą powstrzymać zbliżające się, starożytne zło. A co słychać u Mary, Willow, Joy i Jerome’a? Warto zobaczyć online, by się dowiedzieć... |                                         |               |                  |                  |                 |
| 189 | Dom Ammit House of Ammit                | Tim Hopewell  | Neil Jones       | 10 kwietnia 2013 | 27 czerwca 2013 |
| Bogini, którą chce sprowadzić Frobisher uważa, że grzesznicy jakiś szaleniec sprowadził są zbyt słabi i potrzebuje ich więcej, a zatem bohaterowie serialu i ostatni członkowie Sibuny zarazem, którzy nie są opętani przez zło nadal pozostają w niebezpieczeństwie. Willow podobnie jak Joy ma również złamane serce, jednak nie można obwiniać zupełnie Alfiego, który nie wie, co robi. Jerome jednak nie może zapomnieć o swojej ostatniej relacji i po rozmowie z Trudy zamierza napisać list... Tymczasem Eddie i KT mają problem z Victorem, który nie chce im odpuścić!                                                                         |                                         |               |                  |                  |                 |
| 190 | Dom Bohaterów House of Heroes           | Tim Hopewell  | Neil Jones       | 11 kwietnia 2013 | 28 czerwca 2013 |
| Bogini ze starożytnego Egiptu powraca do świata żywych XXI wieku za sprawą Frobishera i zastępów grzeszników powołanych przez niego. Czy w ekipie zła są już wszyscy, czy też z Sibuny pozostał ktoś jeszcze, by bronić świata? KT zdaje się, że została ochroniona przez klucz, który pierwotnie miał zabezpieczać Willow, której dusza jednak została zabrana. Notatka: W tym odcinku po raz ostatni pojawiają się Susy Kane jako Caroline Denby, Bryony Afferson jako Harriet Denby, John Sackville jako Robert Frobisher-Smythe oraz Felicity Gilbert jako Ammit                                                                                     |                                         |               |                  |                  |                 |

## Odcinek Specjalny (2013)
- 21 maja 2013 Nickelodeon zapowiedział odcinek specjalny Tajemnic Domu Anubisa – Kamienny dotyk Ra.
- Odcinek specjalny miał swoją premierę w Wielkiej Brytanii 14 czerwca 2013, a w USA 17 czerwca 2013.

| 191 | Kamienny dotyk Ra The Touchstone of Ra | Angelo Abela | Diane Whitley | 17 czerwca 2013 | 28 czerwca 2013 |
| Główni bohaterowie zbliżają się do końca swojej kadencji. Na ich miejsce przyjeżdżają nowi rezydenci. Podczas wycieczki do muzeum grupę uczniów zainteresował pewien kamień. Później trafia on w niepowołane ręce i dzieje chaos. Sibunę czeka ważne wyzwanie, które może ocalić świat. Czy uda im się powstrzymać moce kamienia zanim będzie za późno? Czy ostatni dzień liceum nie będzie ostatnim dniem planety? Występują: Alexandra Shipp jako KT Rush, Burkely Duffield jako Eddie Miller, Brad Kavanagh jako Fabian Rutter, Jade Ramsey jako Patricia Williamson, Alex Sawyer jako Alfie Lewis, Eugene Simon jako Jerome Clarke, Klariza Clayton jako Joy Mercer, Tasie Dhanraj jako Mara Jaffray, Louisa Connolly-Burnham jako Willow Jenks, Francis Magee jako Victor Rodenmaar, Paul Anthony-Barber jako Eric Sweet, Mina Anwar jako Trudy Rehman, Claudia Jessie jako Sophie, Jake Davis jako Dexter, Kae Alexander jako Erin i Roxy Fitzgerald jako Cassie Notatka: Jest to odcinek specjalny, który trwa 75 minut. Film jest oficjalnym zakończeniem serialu. |                                        |              |               |                 |                 |